# Tapís de la Creació
El Tapís de la Creació, també anomenat Tapís de Girona o Brodat de la Creació, és un brodat del segle xi o de començaments del xii que es troba al Museu Capitular de la Catedral de Girona. És únic en el seu gènere i constitueix la peça més important de totes les de l'art tèxtil romànic que es conserven, només comparable al tapís de Bayeux com a testimoni de la pintura a l'agulla d'època romànica. De 358 cm d'alçada per 450 cm d'amplada, brodat amb llanes de colors, té una justificada fama universal i atrau constantment l'atenció dels estudiosos per la misteriosa riquesa del seu contingut temàtic i iconogràfic. Presenta una vasta simfonia sobre la creació del món i l'estada de l'ésser humà al Paradís, i una corona còsmica en la qual els elements de la natura encerclen la figura central de Crist.
L'obra ha estat exposada fora de la catedral en dues ocasions: l'any 1888 a l'Exposició Universal de Barcelona i, posteriorment, el 1892, a Madrid.

## Precedents històrics

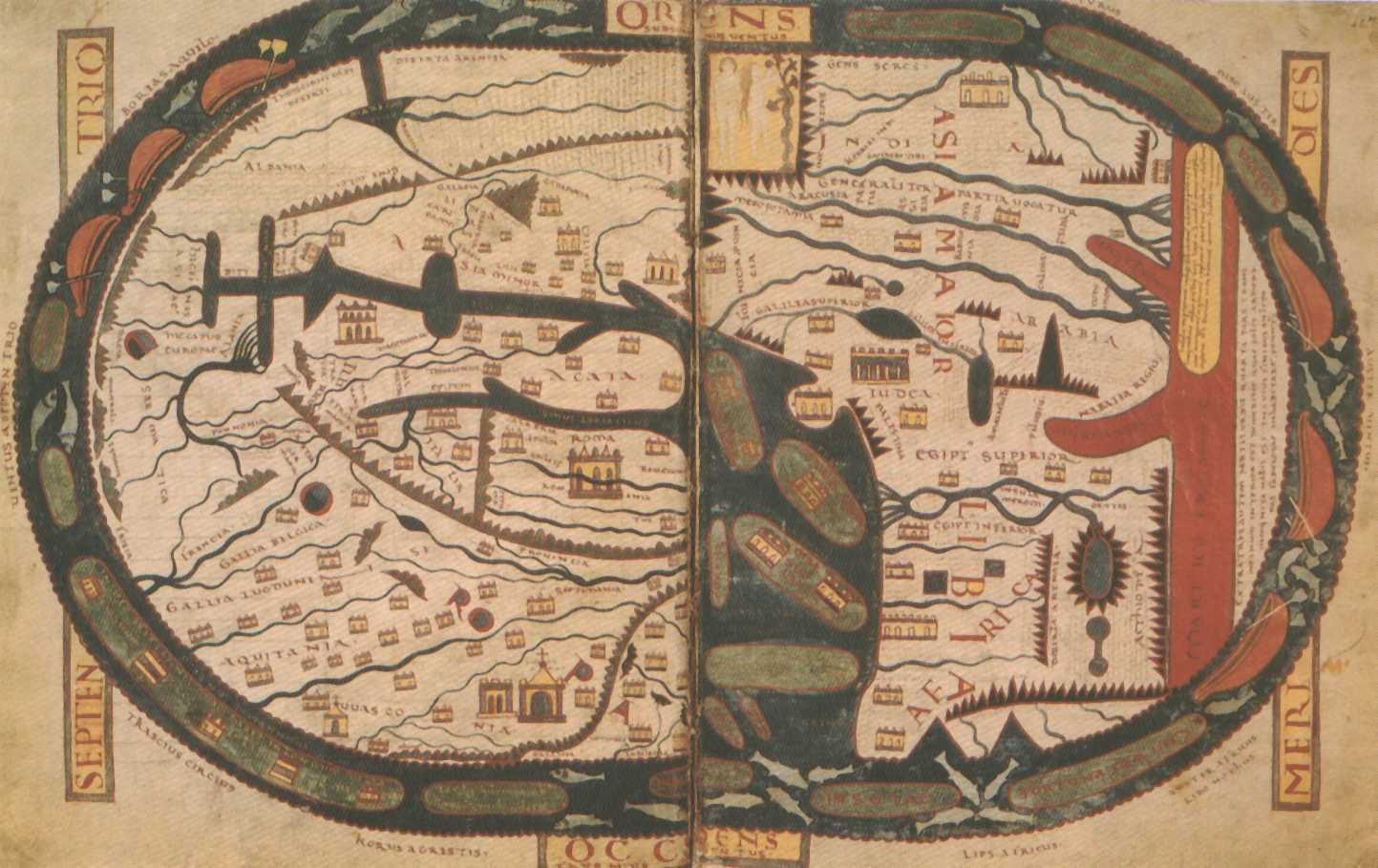
Exemplar del mapamundi del Beat de Liébana (anterior a 1072) conservat en el manuscrit de Saint-Sever. El mapa s'encara cap a l'est i no pas cap al nord, per contrast amb el costum de la cartografia moderna. Es diu, per tant, que el mapa està "orientat"

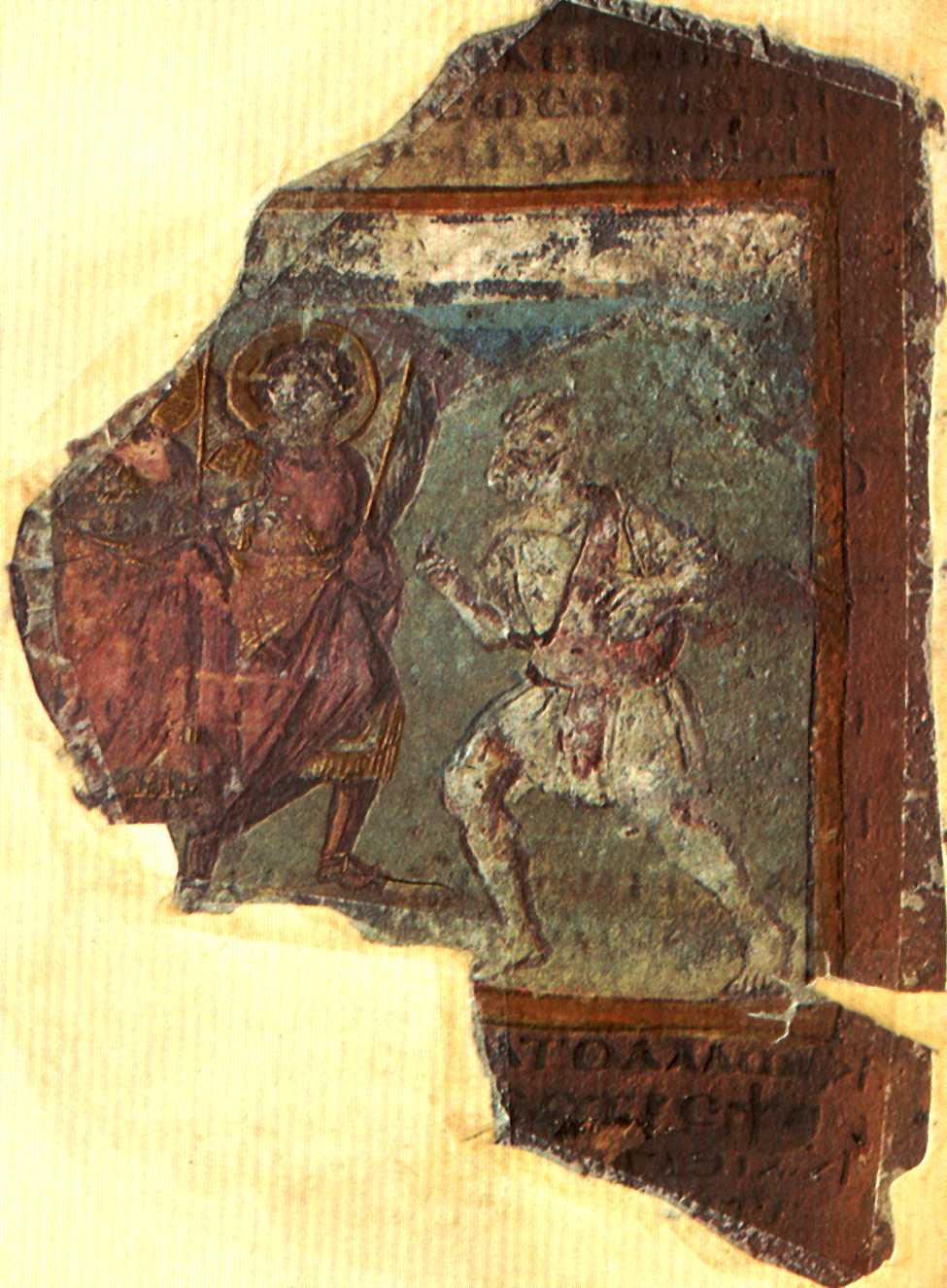
Detall d'Abraham amb àngels del Gènesi de Cotton

A l'alta edat mitjana, Déu era considerat el gran creador de l'Univers, centrat al voltant de la Terra i els seus set cels: l'aire, l'èter, l'Olimp, el firmament —amb els cossos celestes—, l'espai igni, el cel dels àngels i el cel de la Trinitat. Per a l'individu medieval, l'arquitectura divina era la perfecció de les formes simples, com les esferes i els quadrats. El coneixement de la Terra que es tenia en aquella època era com el del Paradís: el que se'n sabia es coneixia gràcies a les revelacions divines; solament en tractats antics de Plini o Gai Juli Solí, o en els textos de sant Jeroni i sant Isidor, es podia trobar la descripció de la Terra.
D'aquesta època, cal destacar mapamundis com el mural del pòrtic del palau del Laterà, el mural d'argent de Carlemany o el mural del palau episcopal d'Orleans i, sobretot, les il·lustracions del Beat de Liébana als manuscrits del seu Comentari a l'Apocalipsi. Aquestes il·lustracions van arribar a Europa a l'edat mitjana gràcies al Gènesi alexandrí del Gènesi de Cotton i al Gènesi de Viena, de Constantinoble, i se'n pot apreciar la influència al brodat de Girona. Segons les descripcions del Gènesi, que el Beat de Liébana prenia com a base, la Terra era plana i a sobre seu s'elevava la volta del cel, on es movien el Sol, la Lluna i tota una sèrie d'elements lluminosos més petits, com els planetes i les estrelles. En el mapamundi del Beat de Liébana, l'orbe es representa com un disc circular envoltat per les aigües de l'oceà. La Terra es divideix en tres continents: Àsia (semicercle superior), Àfrica (quadrant inferior dret) i Europa (quadrant inferior esquerre), que corresponen, respectivament, als descendents dels tres fills de Noè: Sem, Cam i Jàfet. Al centre del món se situa Jerusalem, la ciutat sagrada del judaisme i el cristianisme, on Abraham va estar a punt de sacrificar el seu fill Isaac i on van tenir lloc els esdeveniments de la Passió i Resurrecció de Crist. La concepció de Jerusalem com a umbilicum mundi era força usual en l'espiritualitat cristiana medieval.
A l'època romànica, la litúrgia solia valdre's dels baldaquins com a coronament de l'altar, procedents de la tradició oriental. N'hi havia dues modalitats: els baldaquins amb forma de templets oberts, amb arcs a les quatre cares i recolzats en columnes, i els que eren un plafó pintat que es col·locava darrere l'altar sobre els murs de l'absis.

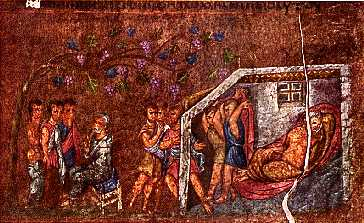
Detall d'una pàgina del manuscrit del Gènesi de Viena

L'historiador Josep Bracons i Clapés pensa que, en origen, el Tapís de la Creació va servir de baldaquí a l'altar major de la catedral de Girona. És molt probable que fos teixit dins els comtats catalans, encara que la seva iconografia remet a models antics, orientals o carolingis. Manuel Castiñeiras, professor de la Universitat Autònoma de Barcelona, en el seu estudi sobre el tapís, planteja la hipòtesi que l'obra seria un tapís de sòl o una catifa i no pas una peça de paret o una coberta de dosser, i també pensa que els temes representats remeten a una cultura cosmològica altomedieval amb fortes arrels en el món clàssic, carolingi i romà d'Orient. Durant els segles xi i xii, l'especulació teològica era lliure, i aquesta mena de programes omnipresents sobre la cosmologia i la història de la salvació eren molt habituals; a més a més del Tapís de Girona, es poden observar en el mantell d'Ewaldi, de sant Cunibert, a Colònia, i al manuscrit del Gènesi de Viena, elaborat entre els anys 550 i 570 a Constantinoble. En els seus brodats, el Tapís de la Creació de Girona recull a la vegada el cel i la Terra, l'humà i la natura, i la imatge cosmològica del món dels inicis de la baixa edat mitjana, tal com es coneix mitjançant els llibres d'Hildegarda de Bingen.
Els historiadors plantegen la hipòtesi que el tapís fos elaborat en un monestir femení a l'ombra d'una gran dama de la noblesa. S'assenyalen com a possibles elaboradores les monges benedictines del monestir de Sant Daniel de Girona, per encàrrec de la comtessa Mafalda de Pulla-Calàbria, vídua de Ramon Berenguer II i mare de Ramon Berenguer III, molt vinculada al monestir, on va morir, i que va ser enterrada a la catedral de Girona.

## Descripció

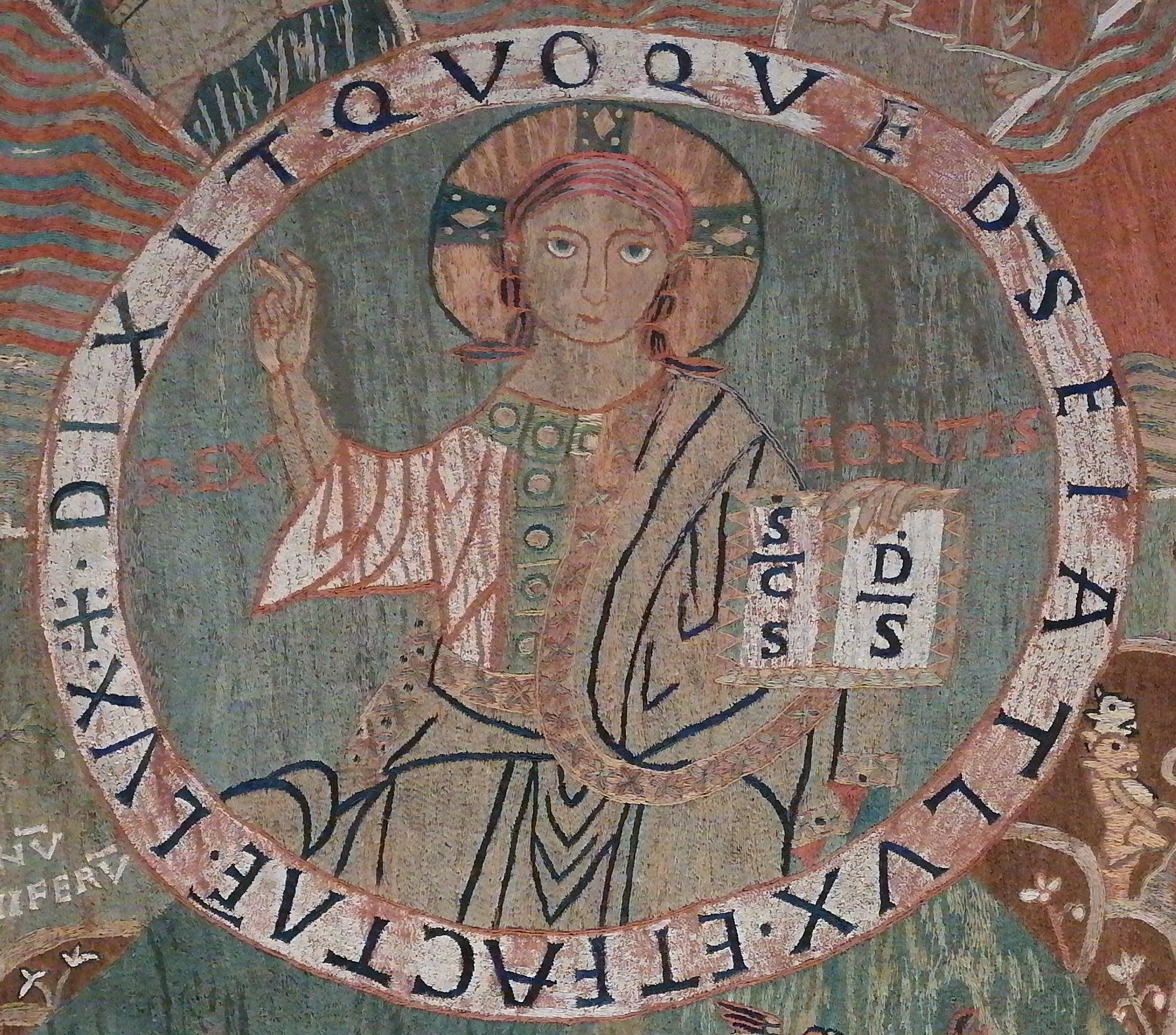
Pantocràtor a la part central del Tapís de la Creació de la catedral de Girona

El Tapís de la Creació ja devia ser a Girona entre finals del segle xi i començaments del xii. L'any 1097 es creu que va tenir lloc la col·locació del tapís a la catedral; la tela podria haver servit de catifa de luxe amb motiu del concili presidit a Girona, aquest mateix any, pel legat papal i arquebisbe de Toledo Bernardo de Sedirac. Tot i això, la primera referència documental del tapís és del segle xvi i prové de la visita de l'emperador Carles V a Girona.
L'historiador Pere de Palol i Salellas comenta:
| « | No se sap quan és que aquest brodat apareix a la catedral de Girona. No figura escrit en cap de les llistes inventari que es feien a les catedrals amb motiu de les visites pastorals, en què, d'altra banda, sempre es fan constar els teixits –draps de ras–, tapissos o antependis d'altar, sense que mai hom no pugui identificar cap d'aquestes peces amb el brodat que estudiem. Cal dir, amb tot, que apareix esmentat en ocasió de la visita que Carles I, l'emperador Carles V, feu a Girona el 25 de febrer de 1538, tema estudiat per Batlle i Prats. El monarca, després de veure la catedral, tornà per contemplar, per segona vegada, "lo drap de Carles el Gran de la història de l'emperador Constantí" […]. El brodat fou anomenat "de Carlemany", com tantes altres peces de la catedral de Girona (cadira de Carlemany, campanar o torre de Carlemany, estàtua de Carlemany), sense cap fonament. En realitat, hom pot dir que la descoberta tingué lloc al final del segle xix, i tingué un caràcter enterament erudit, d'investigació, precisament a causa de la singularitat del brodat. | » |

Està format per un fons de llana de color terracota, fet de filats també de llana de colors (vermell, verd, groc, blau cel, blau marí, gris i fibres de lli blanc, en punt de tija i de cadeneta). Segons González Mena, hi ha dos punts de brodar diferents i la tela es va treballar en un bastidor gran amb marc mòbil:
| « | …el punt de cadeneta per als contorns i endografies, i el punt de cordó i de figures per a cobrir espais. | » |

Tècnicament es tracta d'un brodat, però s'ha denominat tapís perquè és el nom que se li donava a l'edat mitjana; el brodat està fet sobre un xebró de llana fina de color vermellós, amb una forta torsió en «Z» i una trama en «S» fet amb agulla llarga i amb la tècnica d'acu pictae, és a dir, pintura a l'agulla. És una obra de grans dimensions (358 x 450 cm). Segons un estudi tècnic de l'any 2012 encarregat pel CRBMC de les restauradores Carmen Masdeu i Luz Morata, la peça podria haver tingut en origen unes mides de 480 x 540 cm. El brodat hauria estat compost per set franges de tela de la mateixa llargària: cinc en sentit vertical i dues en horitzontal, a les quals se n'haurien d'afegir dues de més petites als angles superior i inferior dret. El tapís actual presenta sis franges de teixit de forma rectangular i de les mateixes característiques. La superior és l'única que es conserva gairebé sencera; dona la llargària del teler en què es van fer les sis franges de 420 cm; aquesta franja és horitzontal, i les altres cinc, verticals; són tallades totes a la part inferior i la de la dreta és molt reduïda quant a amplada.
De l'original, se'n conserva la part superior, formada per tres cicles iconogràfics:
- el cicle del Gènesi, presidit pel Pantocràtor
- el cicle dels elements còsmics
- el cicle narratiu de la llegenda de la Veracreu per santa Helena.

Tots aquests grups d'iconografia bàsica representen la salvació eterna com a propòsit.
El Crist central està representat molt jove. Al seu voltant hi ha vuit escenes radials acompanyades per inscripcions del Gènesi des dels dies de la creació del món fins a Eva. És clar que, tret de les escenes de la llum i la tenebra, els models procedeixen de manuscrits, segurament de la família del Gènesi de Cotton i del Gènesi de Viena. Sobre el pantocràtor es veuen els primers dies del Gènesi, quan l'ésser humà encara no havia estat creat: l'esperit de Déu en forma de colom sobrevolant l'aigua i, als seus costats, els àngels de la llum i de les tenebres amb una torxa, el firmament i la separació del cel i de les aigües. Sota el Crist hi ha un fragment gran que conté la creació del món animal i vegetal i, als seus costats, Adam i els animals saltant als seus peus; l'altra escena és la creació d'Eva, que, estant adormit Adam, li surt d'una costella; davant d'ells tenen l'arbre del Coneixement.
|  |  |  |

Els dos cercles principals centrals consten d'unes bandes amb inscripcions del llibre del Gènesi:
- Envoltant el Crist: Dixit quoque Deus fiat lux et facta est lux (Gènesi I, 3) – "I Déu parlà: 'Que es faci la llum!' I la llum es feu."
- En el cercle exterior: In principio creavit Deus coelum et terram (Gènesi I, 1), mare et omnia qua in eis sunt et vidit Deus cuncta que fecerat et erant valda bona (Gènesi I, 31) - "Al principi, Déu creà cel i Terra, el mar i totes les coses que s'hi troben. I Déu veié que tot el que havia creat era bo."

Els vents estan representats per figures de joves a la manera romana; tenen ales a l'esquena i als peus, estan encavalcats sobre odres de cuir plens d'aire i cada jove bufa dos corns a la manera tradicional. Estan col·locats als angles de la segona circumferència, formant un quadre que té al voltant de les franges un altre cicle iconogràfic relatiu al pas del temps; en els angles d'aquestes franges hi ha els quatre rius del Paradís dintre de cercles. La tira superior presenta al centre la imatge de l'any en esquema circular, que als manuscrits medievals s'acostumava a situar a la part central de tota la representació. Aquí està ocupada pel pantocràtor, cosa que fa que es traslladi al centre de la part superior; als seus costats, hi té les estacions de l'any i dos quadres amb les figures de Samsó i la constel·lació d'Hèrcules.
A les franges laterals es representen els mesos: a l'esquerra de l'espectador, des del febrer fins al juny, i a la dreta només hi ha fragments del juliol fins a l'octubre. Sota el febrer hi ha un cercle on està representat el Sol com a diumenge sobre un carro tirat per una quadriga i, al costat oposat, vora el mes d'octubre, un altre cercle amb la representació de la Lluna com a dilluns, amb un carro tirat per bous. Les representacions dels mesos són properes a les del manuscrit carolingi de Salzburg.
El cicle de la franja inferior procedeix probablement d'un Codex purpureus. Es creu que devia constar de tres tires, però només se'n conserva una part de la primera: Helena parla amb els jueus a Jerusalem, un d'ells cerca la creu i en troba tres. Aquestes escenes les presideix un personatge reial, possiblement Constantí, que porta sobre el cap una corona del tipus kamelaukion d'estil romà d'Orient del segle xi, i, sobre les espatlles, la creu. Un manuscrit de l'època conservat a Vercelli (un antic manuscrit anglès del segle x) explica la història de la creu amb les mateixes escenes. També Iacopo da Varazze, en la seva famosa Llegenda àuria, escrita entre 1263 i 1272, en transmet una versió àmplia que va tenir una enorme difusió en el món medieval.

## Iconografia

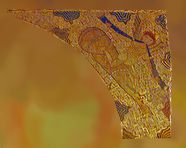
Vent de l'est

El Tapís de la Creació presenta Crist com a creador del cosmos i la Terra, beneint amb un gest el llibre del món, que està obert. El motiu en cercle que irradia del centre cap enfora representa tot el que és sobrenatural i tot el que és espiritual. En canvi, tot el que és terrenal està presoner del temps, idea que s'expressa amb la forma quadrangular que emmarca el conjunt de la representació. El món està representat radialment com a raigs procedents del pantocràtor; sense la radiació divina, el món deixaria d'existir.
Quant a la interpretació dels vents, a l'edat mitjana representen unes entitats qualitatives del món, tal com va fer Hildegarda de Bingen. Aquest simbolisme ja es pot trobar en els sarcòfags de la primera època cristiana, on es veuen mitges figures masculines amb ales o sense, bufant caragols de mar o corns.

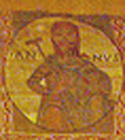
Interpretació de l'any

L'estructura de la representació de les franges superior i laterals, amb els símbols de les estacions i els mesos de l'any, ja s'aprecia a les catacumbes, que alhora la van adoptar de l'antiguitat pagana. Al brodat de Girona, l'any està simbolitzat com un home barbut amb la roda del temps a l'esquerra i un estri de treball a la dreta. Després de la representació de les estacions, a la part dreta de l'espectador, es veu la constel·lació d'Hèrcules, que antigament es creia la representació d'Abel i, a la part dreta, Samsó, amb el queix d'ase que matà mil filisteus, simbolitza els esbirros caient davant de Crist. Finalment, als extrems, apareixen els símbols dels rius del Paradís, tot i que del de la dreta només n'hi ha un petit fragment. A les franges laterals es representen els mesos; hi falten el novembre, el desembre i el gener, així com dos dels quatre quadres que representen els rius del Paradís.
En aquesta època, les representacions dels dies de la setmana són força escasses, però al Tapís de Girona se'n poden veure dues. A la part inferior esquerra hi ha un cercle amb la llegenda dies soli ('dia del Sol'), en referència al diumenge, simbolitzat com un home —segurament Hèlios— amb corona flamejant i sobre una quadriga amb cavalls de quatre colors, en correspondència amb la tradició romana; el fet de posar-li un globus terraqüi és la manera de cristianitzar la representació d'Hèlios. A l'altre costat del brodat hi ha el text dies lunae ('dia de la Lluna', dilluns), i es veu un carro tirat per dos bous, també com se simbolitzava a l'època romana; tanmateix, aquest quadre és fragmentari i n'ha arribat la representació completa.

## Escenes

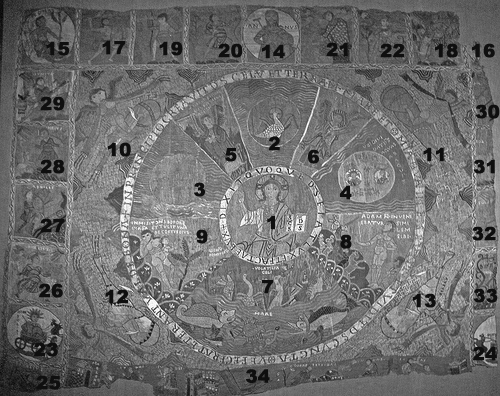
Numeració de les escenes del Tapís de la Creació

La numeració de les escenes correspon a la que apareix a la il·lustració de la dreta.
Cercles centrals
1. Crist, representat com a pantocràtor i creador del món, envoltat per un cercle amb paraules del Gènesi.
2. L'Esperit de Déu, amb la forma d'un colom i la inscripció Spiritus Dei ferebatur super aquis —'L'esperit de Déu sobrevolava les aigües'.
3. Creació del firmament, amb la inscripció Fecit Deus firmamentum in medio aquarum —'Déu creà el firmament al bell mig de les aigües'.
4. La separació de les aigües, amb les inscripcions Ubi dividat Deus aquas ab aquis i Sol et Luna —'Allà on Déu separa les aigües de les aigües' i 'Sol i Lluna'.
5. Àngel de les tenebres, amb torxa i la inscripció Tenebre erant super faciem abissi — 'La foscor planava sobre l'abisme'.
6. Àngel de la llum, amb la inscripció Lux —'Llum'.
7. Creació dels peixos i dels ocells, amb les inscripcions Volatilia a coelis i Cete grandia —'Els ocells del cel' i 'Grans balenes'.
8. Adam buscant un altre humà entre els animals del Paradís i la inscripció Adam non inveniebatur similen sibi -'Adam no troba cap igual a ell entre ells'.
9. Creació d'Eva i la inscripció Inmisit Dominus soporem in Adam et tulit unam de cosis ejus —'Déu deixà adormit profundament Adam i prengué una de les seves costelles'. A l'arbre del Coneixement hi ha la inscripció Lignum pomiferum —'Arbre fruiter'.
Quadrat que envolta els cercles
10. Vent del nord, amb la inscripció "Septentrio" —'Vent del nord'.
11. Vent de l'est, amb la inscripció "Subsolanus" —'Vent de l'est'.
12. Vent de l'oest, amb la inscripció "Cephirus" —'Vent de l'oest'.
13. Vent del sud, amb la inscripció Auster —'Vent del sud'.
Banda exterior superior
14. L'any, amb la roda del temps i un estri de treball amb la inscripció Annus —'Any'.
15. Un dels quatre rius del Paradís, amb el símbol d'un home banyant-se i amb una àmfora.
16. Petit fragment d'un altre riu del Paradís.
17. Samsó amb la mandíbula d'ase.
18. Constel·lació d'Hèrcules.
19. L'estiu, representat com un home i amb estris de camp per trillar.
20. La tardor, representada amb un home recollint raïm i amb les inscripcions Autumnus i Nux —'Tardor' i 'Nou' (fruita seca).
21. L'hivern, representat per una dona que s'escalfa vora el foc amb la inscripció Calefaciens —'Escalfant-se'.
22. La primavera, representada per un home que remou la terra del camp.
Bandes exteriors laterals
23. Diumenge, amb un home amb corona de foc sobre una quadriga i amb la inscripció Dies Solis —'Diumenge'.
24. Dilluns, fragment, amb la inscripció Dies L[unae]… —'Dilluns'.
25. Febrer, fragment, amb el símbol del pescador i la inscripció Frigus —'Fred'.
26. Març, representat com un home amb una granota i una serp; damunt seu, hi ha el sol i a baix una cigonya. Té les inscripcions Marcius, Frigus i Ciconia — 'Març', 'Fred' i 'Cigonya'.
27. Abril, representat com un home llaurant i amb la inscripció Aprilis —'Abril'.
28. Maig, representat com un home que condueix un cavall i sosté un arbre en flor. Amb la inscripció Maius —'Maig'.
29. Juny, representat per un pescador en el moment de treure un peix de l'aigua, amb la inscripció Junius —'Juny'.
30. Juliol, fragment d'un segador amb cereals i una inscripció: Sol —'Sol'.
31. Agost, fragment, amb un camp d'espigues i la inscripció Sol —'Sol'.
32. Setembre, fragment, amb una trilla.
33. Octubre, amb la inscripció Vinea —'Vinya'.
Part inferior
34. Llegenda de la troballa de la Veracreu per part de santa Helena. Només se n'ha conservat un fragment amb les inscripcions Sancta Elena, Judas, Judei, Hierusalem, Judei —'Santa Helena, Judes, jueus, Jerusalem'.

## Conservació i restauració

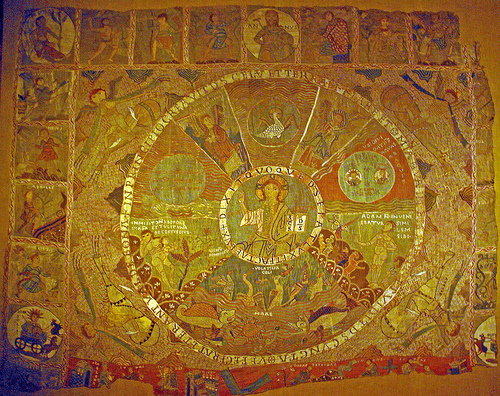
Estat del tapís abans de la darrera restauració de 2012

La conservació del Tapís de la Creació de Girona és prou bona, i els colors són brillants.
S'ha restaurat diverses vegades, la primera de les quals l'any 1884. A començaments del segle xx, unes monges franceses es van encarregar de la restauració de vint-i-vuit fragments, però la més completa es va fer l'any 1952, quan es va reforçar el tapís col·locant-hi a sota una tela de suport de color neutre; des del 1961, el resultat s'exposa al públic al Museu de la Catedral de Girona. L'aparició de dos fragments del tapís l'any 1975 va propiciar una quarta restauració, que van portar a terme les monges Adoratrius de Girona i que, posteriorment, es va ampliar amb la instal·lació sobre una xarpellera i una nova neteja del brodat. Una hipòtesi sobre una possible reconstrucció del brodat assenyala que hi podria haver un altre cercle simètric al del Gènesi sota la història de la Veracreu; en aquest cercle, el centre l'ocuparia l'Agnus Dei, que estaria envoltat per un zodíac. Aquest esquema seria semblant al de sant Cunibert de Colònia.

### Darrera restauració

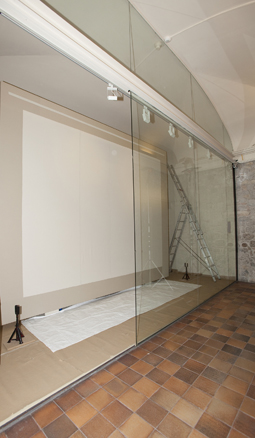
Vitrina i nou suport d'exhibició

Entre 2011 i 2012 fou sotmès a restauració al Centre de Restauració de Béns Mobles de Catalunya, a Valldoreix, i tornà al seu lloc original el 4 d'abril de 2012, una vegada fet el condicionament de la sala per a la seva exposició, per mantenir l'estabilitat tant de la temperatura i la humitat com de la qualitat de l'aire. La nova estructura d'alumini mòbil permet mantenir el tapís separat del mur i amb una lleugera inclinació que evita tensions del seu propi pes; d'altra banda, la il·luminació temporalitzada de LED també en millora la presentació.

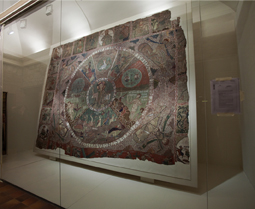
Presentació de l'obra al nou espai condicionat

 Han participat en l'acte de la presentació del retorn del brodat a la catedral diverses personalitats, entre elles, el conseller de Cultura Ferran Mascarell, el bisbe de Girona Francesc Pardo, l'alcalde de Girona Carles Puigdemont i el director de la Fundació "la Caixa". El bisbe de Girona, Francesc Pardo, manifestà el següent després de la restauració de cinc mesos:
| « | El Tapís de la Creació estava en una situació de deteriorament per la pols, les restauracions realitzades sense mitjans tècnics, i ara, amb aquesta última feta a consciència, sembla rejovenit i net. | » |

Es realitzà, doncs, la restauració completa del tapís, dins del programa «Romànic Obert», promogut pel Departament de Cultura de la Generalitat de Catalunya i l'Obra Social "la Caixa", que aportà la quantitat de 136.000 euros.
La peça fou estudiada després de treure'n la tela de xarpellera, que va ser col·locada a la part del revers en l'última intervenció de l'any 1975, amb un estudi fotogràfic, amb llum rasant, infraroja i ultraviolada i radiografies i una cartografia completa de totes les reparacions anteriors. Tot aquest material fou comparat amb documentació de diversos arxius fotogràfics que conserven el MNAC i l'Institut Amatller d'Art Hispànic. Tot el revers del brodat, pel fet d'haver estat tapat, ha conservat el colorit original molt millor que la part davantera. Gràcies a tècniques actuals, s'han pogut catalogar els prop de 265 pedaços de 12 tipologies diferents d'èpoques i intervencions que ha sofert el tapís durant totes les seves antigues restauracions —entre afegits, recosits, sargits. El perímetre del tapís presentava parts desfilades i descosides de la tela de suport; així, els cosits que subjectaven el tapís a l'arpillera provocaven moltes tensions que posaven en perill la resistència de les fibres. L'obra patia pel fet d'estar exposada totalment en vertical i el bastidor de fusta que feia de suport rígid no era prou estable; d'altra banda, la tela estava clavada per tot el contorn al bastidor de fusta, fet que suposava un factor de risc en cas d'haver d'actuar d'urgència en cas d'incendi.
| - Revers de l'obra restaurat i protegit - Inspecció de l'obra un cop va arribar al museu |

El procés de conservació i restauració ha estat portat a terme per les conservadores en teixits antics M. Luz Morata i Carme Masdeu, i amb el criteri de la mínima intervenció i el màxim respecte per tots els elements que formen la història de l'obra, conjuntament amb l'estudi dels tècnics del CRBMC i l'anàlisi de Benoît de Tapol, experts en conservació preventiva de Museu Nacional. La restauració ha proporcionat informació nova sobre la seva constitució interna. S'han descobert colors nous originals, com el porpra del mantell que llueix el pantocràtor. A més, a partir de la lectura d'algunes inscripcions, s'han pogut extreure noves dades iconogràfiques; un fet important és la inscripció, segons la qual sembla que el personatge que es creia que representava Abel podria fer al·lusió, de fet, a la constel·lació d'Hèrcules.
El bastidor de fusta s'ha substituït per un d'alumini junt amb uns plafons de policarbonat que, per la part de darrere, fan la funció de llit al brodat. Tot aquest muntatge pot ser fàcilment desmuntable per a possibles revisions periòdiques.